# Sergei Lwowitsch Tabatschnikow
Sergei Lwowitsch Tabatschnikow, (russisch Сергей Львович Табачников, englisch Sergei Tabachnikov, auch Serge Tabachnikov; * 1956) ist ein in den USA lehrender russischer Mathematiker, der sich mit Geometrie und dynamischen Systemen beschäftigt.

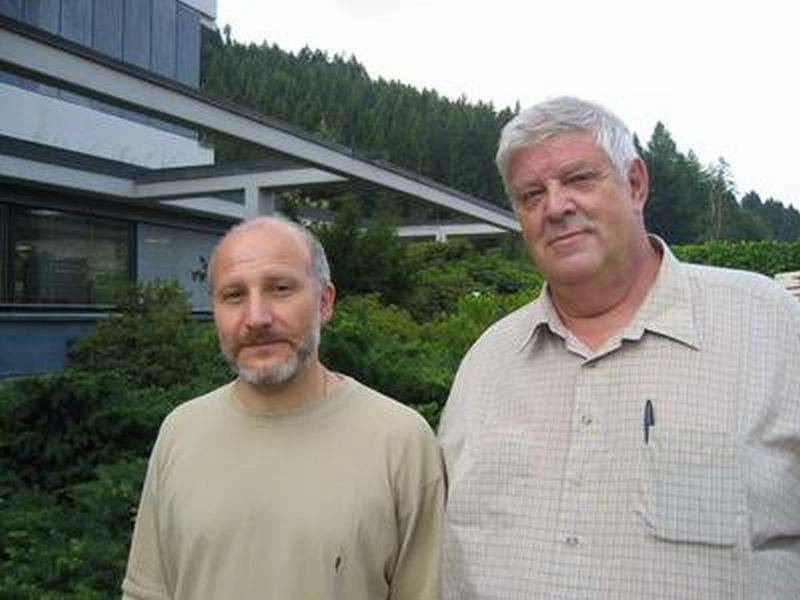
Tabatschnikow (links) mit Dmitry Fuchs in Oberwolfach 2006

Tabatschnikow studierte Mathematik an der Moskauer Staatlichen Pädagogischen Hochschule, wo er 1978 seinen Abschluss machte und dann zwei Jahre an einer Mathematik-Spezialschule unterrichtete. 1979 bis 1988 war er Assistenzprofessor und Programmkoordinator an der von Israel Gelfand initiierten Korrespondenz-Schule für Mathematik an der Lomonossow-Universität. 1987 wurde er an der Lomonossow-Universität bei Dmitry Fuchs und Anatoli Fomenko promoviert (Geometrical applications of the cohomology of infinite dimensional Lie algebras). 1990 ging er in die USA, wo er Associate Professor und später Professor an der University of Arkansas wurde. Ab 2000 war er Professor an der Pennsylvania State University, wo er Direktor im MASS Programm ist. Er war unter anderem Gastwissenschaftler am IHES, dem MSRI, dem Mathematischen Forschungsinstitut Oberwolfach, dem Isaac Newton Institute, dem Max-Planck-Institut für Mathematik in Bonn und der Universität Tel Aviv.
Tabatschnikow befasst sich vor allem mit geometrischen Fragestellungen, von Differentialtopologie, Knoten, Geometrie von Liegruppen, projektiver Differentialgeometrie, Blätterungen, Kontaktgeometrie, symplektischer Geometrie bis zu klassischen Problemen wie dem Schließungssatz von Poncelet, sowie mit dynamischen Systemen wie Billiards.
Er war 1988 bis 1990 Leiter der Mathematik-Redaktion im russischen populärwissenschaftlichen Magazin Kvant, für das er auch viele Artikel verfasste.
Er ist Fellow der American Mathematical Society.

## Schriften
- Geometry and Billiards, American Mathematical Society 2005
- mit Dmitry Fuchs Ein Schaubild der Mathematik: 30 Vorlesungen über Klassische Mathematik, Springer Verlag 2011 (englisches Original: Mathematical Omnibus. 30 Lectures on classical mathematics, American Mathematical Society 2007)
- mit Valentin Ovsienko Projective differential geometry old and new: from the Schwarzian derivative to the cohomology of diffeomorphism groups, Cambridge University Press 2004
- Herausgeber verschiedener Bände von Übersetzungen von Artikeln aus der russischen populärwissenschaftlichen Zeitschrift Kvant bei der American Mathematical Society (Kvant Selecta)
- Polynome, Moskau 1996 (russisch)
- Herausgeber Differential and symplectic topology of knots and curves, American Mathematical Society 1999
- Proofs (not) from the book, Mathematical Intelligencer, 2014, Nr. 2